# Christian Schönbein
Christian Friedrich Schönbein (ur. 18 października 1799 w Metzingen, zm. 29 sierpnia 1868 w Baden-Baden) – niemiecki chemik. Prowadził badania głównie w dziedzinie elektrochemii, między innymi nad pasywacją żelaza. Odkrył w 1838 roku zasadę działania ogniw wodorowych, co umożliwiło stworzenie pierwszych ogniw paliwowych. W 1839 roku odkrył i nazwał ozon, opisał także jego właściwości. Jako pierwszy opisał też nitrocelulozę (1845). Był profesorem Uniwersytetu w Bazylei.
Został odznaczony w 1846 szwedzkim Orderem Wazów, w 1858 bawarskim Orderem Maksymiliana oraz przyjęty został w poczet członków Leopoldiny